# العلاقات البيروية اليابانية
العلاقات اليابانية البيروفية هي العلاقات الثنائية التي تجمع بين اليابان وبيرو.

## مقارنة بين البلدين
هذه مقارنة عامة ومرجعية للدولتين:
| وجه المقارنة                                              | اليابان         | بيرو                                   |
| --------------------------------------------------------- | --------------- | -------------------------------------- |
| المساحة (كم2)                                             | 377.97 ألف      | 1.29 مليون                             |
| عدد السكان (نسمة)                                         | 126.79 مليون    | 32.16 مليون                            |
| الكثافة السكانية (ن./كم²)                                 | 335.45          | 24.93                                  |
| العاصمة                                                   | طوكيو           | ليما                                   |
| اللغة الرسمية                                             | اللغة اليابانية | اللغة الإسبانية، اللغة الأيمرية، كتشوا |
| العملة                                                    | ين ياباني       | سول بيروفي جديد                        |
| الناتج المحلي الإجمالي (بليون دولار)                      | 4.87 تريليون    | 211.39 مليار                           |
| الناتج المحلي الإجمالي (تعادل القوة الشرائية) بليون دولار | 5.18 تريليون    | 393.13 مليار                           |
| الناتج المحلي الإجمالي الاسمي للفرد دولار أمريكي          | 34.52 ألف       | 6.03 ألف                               |
| الناتج المحلي الإجمالي للفرد دولار أمريكي                 | 36.62 ألف       | 11.99 ألف                              |
| مؤشر التنمية البشرية                                      | 0.903           | 0.740                                  |
| رمز المكالمات الدولي                                      | +81             | +51                                    |
| رمز الإنترنت                                              | .jp             | .pe                                    |
| المنطقة الزمنية                                           | توقيت اليابان   | توقيت بيرو، 00                         |

## مدن متوأمة
في ما يلي قائمة باتفاقيات التوأمة بين مدن يابانية وبيروفية:
- ترتبط يوكوهاما مع شيمبوتي باتفاقية توأمة منذ 1968.

## منظمات دولية مشتركة
يشترك البلدان في عضوية مجموعة من المنظمات الدولية، منها:
| علم المنظمة | اسم المنظمة                                      | تاريخ انضمام اليابان | تاريخ انضمام بيرو |
| ----------- | ------------------------------------------------ | -------------------- | ----------------- |
|             | يونسكو                                           | 2 يوليو 1951         | 21 نوفمبر 1946    |
|             | الفريق المعني برصد الأرض                         | ?                    | ?                 |
|             | مؤسسة التمويل الدولية                            | 20 يوليو 1956        | 20 يوليو 1956     |
|             | المركز الدولي لتسوية المنازعات الاستشارية        | 16 سبتمبر 1967       | 8 سبتمبر 1993     |
|             | منتدى التعاون الاقتصادي لدول آسيا والمحيط الهادئ | 6 نوفمبر 1989        | 14 نوفمبر 1998    |
|             | منظمة حظر الأسلحة الكيميائية                     | ?                    | ?                 |
|             | مؤسسة التنمية الدولية                            | 27 ديسمبر 1960       | 30 أغسطس 1961     |
|             | منظمة التجارة العالمية                           | ?                    | ?                 |
|             | وكالة ضمان الاستثمار متعدد الأطراف               | 12 أبريل 1988        | 2 ديسمبر 1991     |
|             | الاتحاد البريدي العالمي                          | ?                    | ?                 |
|             | الاتحاد الدولي للاتصالات                         | 29 يناير 1879        | 12 يوليو 1915     |
|             | منظمة الشرطة الجنائية الدولية                    | ?                    | ?                 |
|             | الأمم المتحدة                                    | 18 ديسمبر 1956       | 31 أكتوبر 1945    |
|             | البنك الدولي للإنشاء والتعمير                    | 13 أغسطس 1952        | 31 ديسمبر 1945    |
|             | المنظمة الهيدروغرافية الدولية                    | ?                    | ?                 |

## أعلام
هذه قائمة لبعض الشخصيات التي تربطها علاقات بالبلدين:
- ألبرتو فوجيموري (رئيس سابق في دولة البيرو، 28 يوليو 1938[20][21] – )
- خوسيه واتانابي (شاعر بيروفي، 17 مارس 1945 – 25 أبريل 2007)
- روميرو فرانك (لاعب كرة قدم بيروفي، 19 أغسطس 1987[22] – )
- سيزار إيشيكاوا (مغني بيروفي، 1946 – )
- فرناندو إيواساكي (5 يونيو 1961 – )
- هكتور تاكاياما (لاعب كرة قدم بيروفي، 5 أبريل 1972 – )
- يوشيمار يوتون (لاعب كرة قدم بيروفي، 7 أبريل 1990[23] – )

## معرض صور

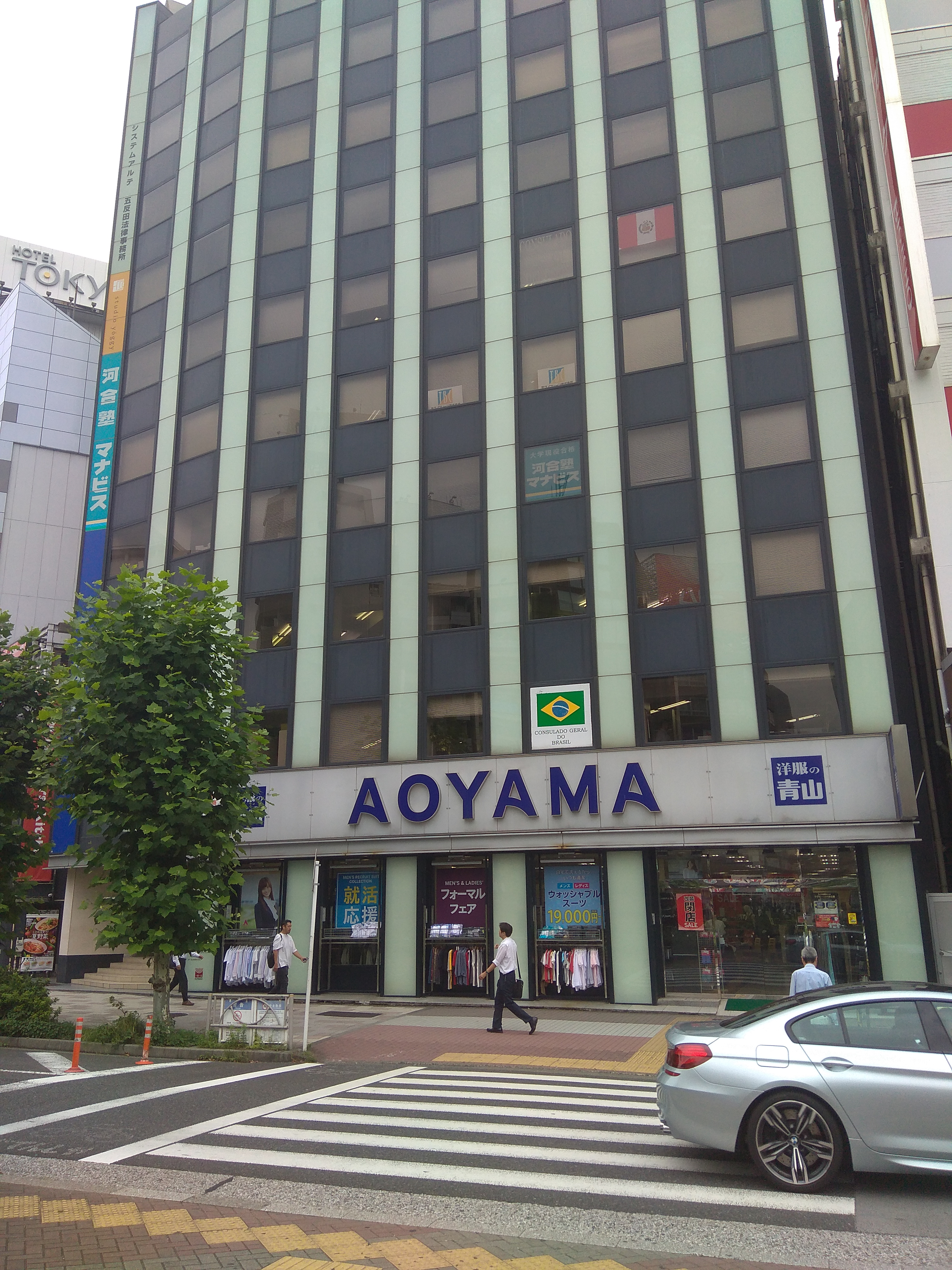
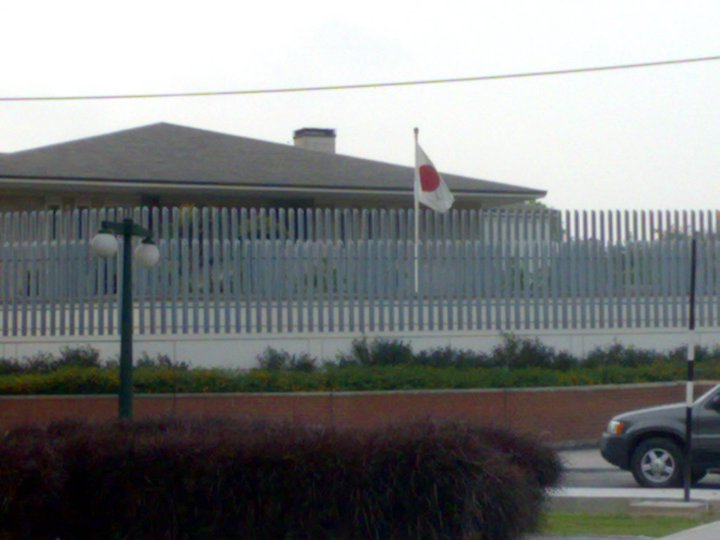
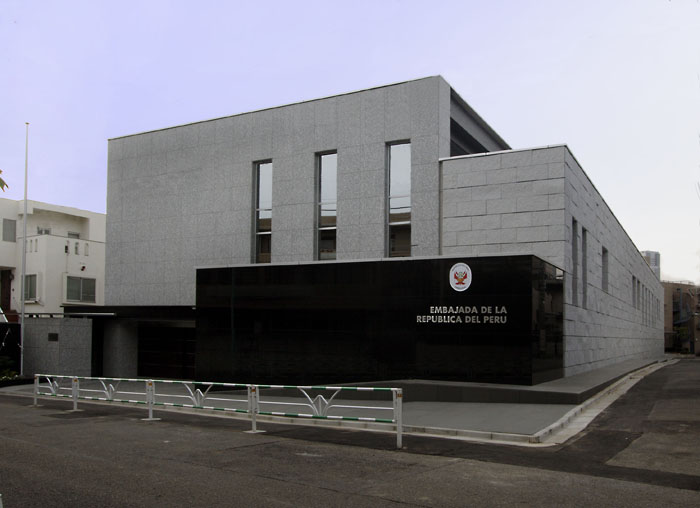

## وصلات خارجية
- موقع وزارة الخارجية اليابانية
- موقع وزارة الخارجية البيروفية